# Mica Mountain
Mica Mountain est un sommet montagneux américain dans le comté de Pima, en Arizona. Il culmine à 2 641 mètres d'altitude dans les monts Rincon, dont il est le point culminant. Il est protégé au sein du parc national de Saguaro et de la Saguaro Wilderness, dont il est également le plus haut sommet.